# Marijan Čavić
Marijan Čavić (Zágráb, 1915. március 10. – Jasenovaci koncentrációs tábor, 1941. vége) a nemzeti felszabadító háború résztvevője, Jugoszlávia nemzeti hőse.

## Élete és pályafutása
1915. március 10-én született Zágrábban, munkáscsaládban. Fémmunkásként bekapcsolódott a Jugoszláviai Egyesült Szakszervezetek munkájába. Hamarosan szakszervezeti aktivista lett, és számos szakszervezeti akció és sztrájk megszervezésén dolgozott. 1939-ben felvették a Jugoszláv Kommunista Pártba, és közvetlenül a második világháború előtt a Horvátországi Kommunista Párt (KPH) Zágrábi III. Kerületi Bizottságának titkára lett.
Jugoszlávia megszállása és a Független Horvát Állam 1941-es megalakulása után Marijan Čavić illegális munkát szervezett körzetében, részt vett szabotázsakciókban, és segítette a helyi bizottság munkáját a KPJ szervezeinek megerősítésében. A Horvátországi Kommunista Párt Központi Bizottságának döntése alapján 1941. augusztus közepén elhagyta Zágrábot, és Károlyvárosba ment, ahol a helyi kommunistákat kellett volna segítenie az antifasiszta harc megszervezésében. Közvetlenül Károlyvárosba érkezése után a helyi bizottság titkára lett, és tagja lett a KPH Károlyvárosi Kerületi Bizottságának. Ivan Marinkovićcsal és Josip Krašsal együtt a megszakadt kapcsolatokat próbálta kiépíteni Zágrábbal, a Petrova Gorával, a Gorski Kotarral, Horvát Tengermellékkel, a Kulpamentével, Likával és a Banovinával. A károlyvárosi illegális kommunistáknak az usztasák és az olasz fasiszták folyamatos tevékenysége ellenére viszonylag rövid időn belül sikerült helyreállítani a pártszervezetet és kiképezni a hatékony munkára. Marijan Čavić vezetésével sikeresen működött az Antifasiszta Női Front szervezete és a károlyvárosi KPJ titkos nyomdája, amely a város Dubravac településén volt.
1941. október 16-án az usztasa rendőrség a károlyvárosi „Fogina” könyvesboltban meglepte és letartóztatta Čavićot. Tudván, hogy a helyi KPJ szervezet jelentős aktivistája, az usztasa rendőrség kínzásnak vetette alá, de ennek során még a nevét sem ismerte el. Szenvedésének lerövidítésére öngyilkosságot kísérelt meg. Mivel azonban mindenáron tájékoztatást akartak kikényszeríteni tőle, a rendőrök kezelésre a károlyvárosi kórházba küldték. Amikor pártszervezet tagjai megtudták, hogy a titkáruk kórházban van, kiszabadítását tervezték. Az I. Kordun Zászlóalj 24 fős, Večeslav Holjevac vezette, honvéd egyenruhába öltözött szakasza november 17-én érkezett Károlyvárosba. Bár minden az előre meghatározott terv szerint zajlott, a Marijan Čavićot megmentő akció meghiúsult, mert időközben az usztasák ismét visszavitték a börtönbe, így Holjevč mentőosztaga nem találta a kórházban. Čavićot az akció után Zágrábba vitték át, majd újabb kísérlet történt a megmentésére fogolycserével. Azonban ez a kísérlet is kudarcot vallott. Marijan Čavićot végül a jasenovaci táborba vitték, ahol 1941 végén megölték. 

## Emlékezete
- Josip Broz Titonak, a Jugoszláv Szövetségi Népköztársaság elnökének 1953. november 27-i rendeletével Čavićot nemzeti hőssé nyilvánították.[4][5]

- A mai a zágrábi Ferenščica utca a rendszerváltás előtt az ő nevét viselte.[6]

## Fordítás
Ez a szócikk részben vagy egészben  a   Marijan Čavić című horvát Wikipédia-szócikk ezen változatának fordításán alapul.  Az eredeti cikk szerkesztőit annak laptörténete sorolja fel. Ez a jelzés csupán a megfogalmazás eredetét és a szerzői jogokat jelzi, nem szolgál a cikkben szereplő információk forrásmegjelöléseként.